# Klaus Teuchert

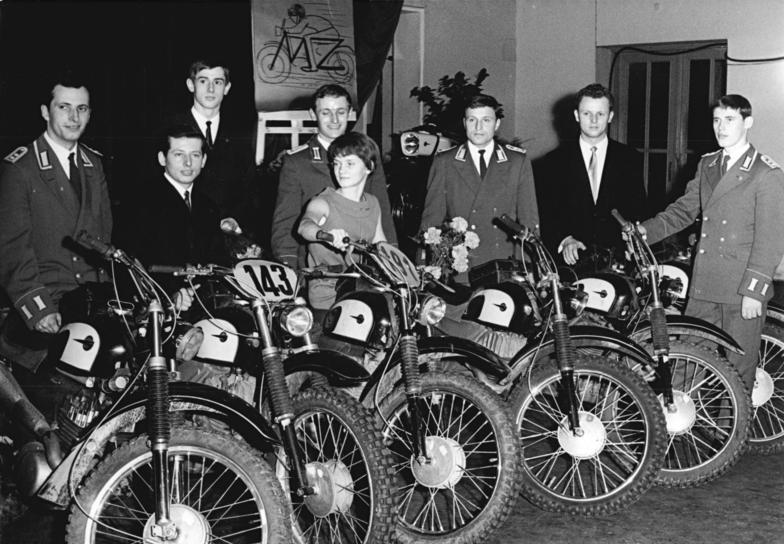
Klaus Teuchert (3. von rechts), Sportler des Jahres 1967 mit der Mannschaft bei den Six Days

Klaus Teuchert (* 18. März 1939 in Börnichen/Erzgeb.; † 8. April 2022) war ein deutscher Endurosportler.
Während seiner Karriere gewann er 1966, 1967 und 1969 mit der Trophy-Mannschaft der DDR die Internationale Sechstagefahrt. Bei den Six Days 1965 errang er mit dem MZ-Quartett die begehrte Internationale Silbervase. Klaus Teuchert war bei der Internationalen Österreichischen Alpenfahrt und der Internationalen Tatrafahrt in Zakopane erfolgreich, wurde mehrmals DDR-Meister.

## Sportlicher Werdegang
Die Geländesportlaufbahn von Klaus Teuchert begann 1959 bei der ASG Vorwärts Kamenz. Anfang 1960 ging Teuchert zum ASK Vorwärts Potsdam. Unter den Fittichen von Trainer Werner Rosenbrock pilotierte er eine 175er MZ.
Von der Internationalen Österreichischen Alpenfahrt brachte Teuchert erstmals 1962 eine Goldmedaille mit nach Hause. Unmittelbar davor gewann Klaus die Klasse bis 175 cm³ beim DDR-Meisterschaftslauf in Hettstedt. Im nächsten Jahr startete er für den MC Zschopau, gewann Gold bei der Internationalen Tatrafahrt in Zakopane und wurde für die Six Days in die Silbervasen-Mannschaft berufen.
Sein Sechstagefahrt-Einstieg endete mit dem vierten Platz im MZ-Quartett. Bei den Six Days 1964 holte er sich eine Goldmedaille, fünf Wochen später wurde Klaus Teuchert Dritter der DDR-Meisterschaft. Ende 1964 wechselte er wieder zum ASK – der seinen Sitz nach Leipzig verlegt hatte – und dort auf die große, 300er MZ. Nach einem Sieg 1965 beim Lauf in Hettstedt und weiteren Top-Platzierungen wurde Klaus zum ersten Mal DDR-Meister.
Die Internationale Sechstagefahrt 1965 auf der Isle of Man bestritt er noch einmal auf der MZ ETS 175 und landete seinen ersten ganz großen Erfolg. Im Quartett mit Werner Stiegler, Horst Golz und Günter Baumann gewann er den Silbervasen-Wettbewerb. Ein Jahr darauf stand Klaus Teuchert im siegreichen DDR-Trophy-Team und wurde Klassensieger. Ebenso bei der Internationalen Drei-Tagefahrt in Isny im Allgäu – für den zweiten Gesamtrang erhielt er dort den „Silbernen Tannenzweig“. 1967 gewann er zuerst bei „Rund um Zschopau“ die Klasse bis 350 cm³ und bei den Six Days erneut mit dem MZ-Sextett die Internationale Trophäe. Im nächsten Jahr war Teuchert Mitglied der Silbervasen-Mannschaft, die den zweiten Platz belegte. In der DDR-Meisterschaft holte er sich zum dritten Mal den Titel.
Die erste Europameisterschaft 1968 beendete er hinter dem überragenden Květoslav Mašita auf Rang zwei. Bei der weltgrößten Geländesportveranstaltung, den Six Days, war Klaus Teuchert 1969 noch einmal als Mitglied der DDR-Trophy-Mannschaft erfolgreich. Mit einem dritten Platz im Trophy-Team bei der 46. Internationale Sechstagefahrt 1971 beendete er seine Karriere.

## Einzelbelege
1. ↑  Blick.de vom 11. April 2022: Leipzig: Geländefahrer Klaus Teuchert mit 83 Jahren verstorben, abgerufen am 12. April 2022

| Personendaten    | Personendaten                    |
| ---------------- | -------------------------------- |
| NAME             | Teuchert, Klaus                  |
| KURZBESCHREIBUNG | deutscher Motorrad-Geländefahrer |
| GEBURTSDATUM     | 18. März 1939                    |
| GEBURTSORT       | Börnichen/Erzgeb.                |
| STERBEDATUM      | 8. April 2022                    |